# ジョーン・テイラー
ジョーン・テイラー（Joan Taylor,  1929年8月18日 - 2012年3月4日）は、アメリカ合衆国の女優である。

## 来歴
1929年、イリノイ州ジェノヴァに生まれる。父親はかつて劇場の支配人をしていて、母親はオーストリアから来たヴォードヴィリアンでダンサーで1920年代に活躍した。舞台女優としてキャリアをスタートさせ、カリフォルニア州パサデナにある劇団員としてキャリアをスタート。1949年に『Fighting Man of the Plains』で映画デビューを果たし、その後女優活動を本格化させ、『世紀の謎 空飛ぶ円盤地球を襲撃す』や『地球へ2千万マイル』などのヒロイン役でも知られている。

### 私生活
これまで2度の結婚歴があり、1953年に脚本家でプロデューサーのレオナルド・フリーマンと結婚して1児をもうけた。しかし、1974年にフリーマンが死去し、1976年に映画監督のウォルター・グロウマンと結婚したが、1980年に離婚した。

### 死去
2012年3月4日に老衰のためカリフォルニア州サンタモニカで死去。82歳だった。

## 出演作品

### 映画
- Fighting Man of the Plains (1949)
- 危険な場所で On Dangerous Ground (1951)
- 燃える幌馬車 The Savage (1952)
- 腰抜けM・P Off Limits (1953)
- 騎兵隊突撃 War Paint (1953)
- ローズ・マリー Rose Marie (1953)
- 荒野の待伏せ Apache Woman (1955)
- Fort Yuma (1955)
- Girls in Prison (1956)
- 世紀の謎 空飛ぶ円盤地球を襲撃す Earth vs. the Flying Saucers (1956)
- War Drums (1957)
- 地球へ2千万マイル 20 Million Miles to Earth (1957)
- 勇者カイヤム Omar Khayyam (1957)

### テレビドラマ
- Lights Out (1951)
- State Trooper (1956)
- 幌馬車隊 Wagon Train (1958)
- 探偵マイク・ハマー Mike Hammer (1958)
- Zane Grey Theater (1958)
- ピーター・ガン Peter Gunn (1958)
- Yancy Derringer (1958)
- ガンスモーク Gunsmoke (1959)
- U.S. Marshal (1959)
- 21 Beacon Street (1959)
- 宇宙探検 Men Into Space (1959)
- 私立探偵 フィリップ・マーロウ Philip Marlowe (1959)
- ショットガン・スレード Shotgun Slade (1959)
- The Texan (1959)
- ザ・ミリオネア The Millionaire (1959)
- コルト45 Colt .45 (1949)
- Death Valley Days (1960)
- ライフルマン The Rifleman (1960, 1962)
- The Detectives (1961)
- ローハイド Rawhide (1961)
- ブロンコ Bronco (1962)
- 特捜官ニック・ケイン Cain's Hundred (1962)
- The Real McCoys (1962)
- The Dick Powell Show (1962)
- サンセット77 77 Sunset Strip (1963)